# Kay Peak
Der Kay Peak ist ein 760 m hoher und pyramidenförmiger Nebengipfel des Mount-Murphy-Massivs im westantarktischen Marie-Byrd-Land. Er ragt nahe dem Ende des großen Felssporns im Nordwesten des Massivs auf.
Der United States Geological Survey kartierte ihn anhand eigener Vermessungen und Luftaufnahmen der United States Navy aus den Jahren von 1959 bis 1966. Das Advisory Committee on Antarctic Names benannte ihn 1976 nach Lieutenant Commander William Kay von der United States Navy, Leiter einer Einheit der Seabees auf der Amundsen-Scott-Südpolstation bei der Operation Deep Freeze des Jahres 1973.